# Cervona Deriivka, Peatîhatkî
Cervona Deriivka (în ucraineană Червона Деріївка) este un sat în comuna Troiițke din raionul Peatîhatkî, regiunea Dnipropetrovsk, Ucraina.

## Demografie
Componența lingvistică a localității Cervona Deriivka
     Ucraineană (96,1%)
     Rusă (2,13%)
     Maghiară (1,77%)
Conform recensământului din 2001, majoritatea populației localității Cervona Deriivka era vorbitoare de ucraineană (96,1%), existând în minoritate și vorbitori de rusă (2,13%) și maghiară (1,77%).